# Bekölcei-patak
A Bekölcei-patak az Eger-patak egyik mellékvize. Bekölce községtől északnyugatra ered több kisebb ágban, a Heves–Borsodi-dombság nyugati határában, megközelítőleg 380 méteres tengerszint feletti magasságban. Mikófalva és Bükkszentmárton között torkollik az Eger-patakba.
A patak egyik ága a Szilakszó-völgyben ered, Bekölce településtől északi irányban. A másik két ág a településtől nyugatra fekvő völgyekben ered.

## Lefolyása

### Vízrajzi adatai
A patak hossza 7 km. Vízgyűjtő területe 21 km2. Átlagos vízhozama 0,04 m3/s, a legkisebb 0, a legnagyobb 17 m3/s a torkolatnál.

## Part menti települések
A patak partjai mentén elhelyezkedő településeken összesen, több, mint 1600 fő él.
- Bekölce
- Bükkszentmárton
- Mikófalva